# Åsa Brunius
Åsa Brunius, född 17 mars 1976, är en svensk politiker (vänsterpartiet). 
Brunius gick med i Kommunistisk Ungdom (senare Ung Vänster) 1990. Hon satt i förbundsstyrelsen 1996-2004 och var förbundssekreterare till Jenny Lindahl 1999-2001 och sedan till Ali Esbati under hela hans ordförandeskap, 2001-2004. De två fungerade som hans närmaste allierade. Brunius och Esbati la i februari 2004 fram förslaget om att kalla till en extra kongress för att få stopp på vad de ansåg vara fraktionsbildning med inslag av sexuella trakasserier i syfte att misskreditera ledningen. Fraktionsbildning var enligt stadgarna förbjudet i förbundet.
Åsa Brunius arbetade som ombudsman på Vänsterpartiet Stockholm fram till februari 2007. Hon gick sedan vidare och arbetade som föreningshandläggare på RFSL Stockholm. Hon har också varit ordförande för bolagsstyrelsen Red Planet AB. 2012 blev hon kontaktperson för det då nystartade nätverket HBTQ-vänstern.
Brunius gifte sig 2011 med partikollegan Josefin Brink.